# Південно-Східна Англія
Південно-Східна Англія (англ. South East England) — один з дев'яти регіонів Англії. Включає дев'ять церемоніальних графств, а також кілька десятків унітарних і муніципальних районів. Адміністративний центр — Гілфорд (графство Суррей).

## Географія
Регіон займає територію 19 069 км² (3-є місце серед регіонів), омивається з північного сходу естуарієм річки Темза, зі сходу протокою Па-де-Кале, з півдня протокою Ла-Манш, межує на заході з регіоном Південно-Західна Англія, на північному заході з регіоном Західний Мідленд, на півночі з регіоном Східний Мідленд, на північному сході з регіонами Східна Англія і Великий Лондон.

### Міські агломерації
У Південно-Східній Англії повністю розташовані 14 великих міських агломерацій з населенням понад 100 тисяч осіб, а також частина міської агломерації Великий Лондон (за даними 2001 року, в порядку убування чисельності населення) :
- Великий Лондон: (частина, понад 600 тисяч осіб в Південно-Східній Англії)
- Брайтон/Вертінг/Літлгемптон: 461181
- Портсмут (міська агломерація): 442252
- Редінг / Вокінгем: 369804
- Саутгемптон: 304400
- Олдершот: 243344
- Медвей Таунз: 231659
- Мілтон-Кінз: 184506
- Кроулі: 180177
- Оксфорд: 143016
- Слау: 141848
- Ґастінґз / Бексгіл-он-Сі: 126386
- Танет: 119144
- Хай Віком: 118229
- Істборн: 106562

## Демографія
На території Південно-Східної Англія за даними 2001 року проживає понад 8 000 млн людей (1-е місце серед регіонів), при середній щільності населення 420 чол./км².

## Адміністративний поділ
Регіон містить дев'ятнадцять політично незалежних одна від одної адміністративних одиниць — сім неметропольних графств (Бакингемшир, Східний Сассекс, Західний Сассекс, Кент, Оксфордшир, Суррей і Гемпшир) і дванадцять унітарних одиниць (Брайтон і Гоув, Брекнел Форест, Віндзор і Мейденгед, Західний Беркшир, Медвей, Мілтон-Кінз, Острів Вайт, Портсмут, Редінг, Саутгемптон, Слау та Вокінгем). Неметропольні графства та унітарні одиниці об'єднані в дев'ять церемоніальних графств — Бакінгемшир, Беркшир, Східний Сассекс, Західний Сассекс, Кент, Оксфордшир, Острів Вайт, Суррей і Гемпшир, для забезпечення ними церемоніальних функцій. Сім неметропольних графств розділені в цілому на 55 неметропольних районів. Унітарні одиниці поділу на райони не мають.
| Мапа                                  | Церемоніальне графство           | Шир-графство / унітарна одиниця | Округи                             |
| ------------------------------------- | -------------------------------- | --- | ---------------------------------- |
|                                       | 1. Беркшир                       | 1. Беркшир | a) Західний Беркшир унітарна влада |
| b) Редінг унітарна влада              | 1. Беркшир                       | 1. Беркшир |                                    |
| c) Вокінгем унітарна влада            | 1. Беркшир                       | 1. Беркшир |                                    |
| d) Брекнелл Форест унітарна влада     | 1. Беркшир                       | 1. Беркшир |                                    |
| e) Віндзор і Мейденхед унітарна влада | 1. Беркшир                       | 1. Беркшир |                                    |
| f) Слау унітарна влада                | 1. Беркшир                       | 1. Беркшир |                                    |
| Бакінгемшир                           | 2. Бакінгемшир                   | a) Саут-Бакс, b) Чилтерн, c) Віком, d) Ейсбері-Вейл |                                    |
| Бакінгемшир                           | 3. Мілтон-Кінз унітарна влада    | |                                    |
| Східний Сассекс                       | 4. Східний Сассекс               | a) Гастінгс, b) Ротер, c) Велден, d) Істборн, e) Льюїс |                                    |
| Східний Сассекс                       | 5. Брайтон і Гоув унітарна влада | |                                    |
| Гемпшир                               | 6. Гемпшир                       | a) Фарем, b) Ґоспорт, c) Сіті Вінчестера, d) Хавант, e) Східний Гемпшир, f) Харт, g) Рашмур, h) Бейзингсток і Дін, i) Тест-Веллі, j) Істлі, k) Нью-Форест               |                                    |
| Гемпшир                               | 7. Саутгемптон унітарна влада    | |                                    |
| Гемпшир                               | 8. Портсмут унітарна влада       | |                                    |
| 9. Острів Вайт                        |                                  | |                                    |
| Кент                                  | 10. Кент                         | a) Дартфорд, b) Грейвшем, c) Севенокс, d) Тонбридж і Молліг, e) Танбридж-Веллс, f) Мейдстон, g) Свейл, h) Ашфорд, i) Фолкстон-енд-Гайт, j) Кентрбері, k) Дувр, l) Танет |                                    |
| Кент                                  | 11. Медвей унітарна одиниця      | |                                    |
| 12. Оксфордшир                        | 12. Оксфордшир                   | a) Оксфорд, b) Червелл, c) Саут-Оксфордшир, d) Вейл-оф-Вайт-Хорс, e) Західний Оксфордшир                                                                                |                                    |
| 13. Суррей                            | 13. Суррей                       | a) Спелторн, b) Раннімід, c) Суррей-Хіз, d) Вокінг, e) Елмбридж, f) Гілфорд, g) Вейверлі, h) Мол-Веллі, i) Епсон і Юелл, j) Райгейт і Банстед, k) Тандридж              |                                    |
| 14. Західний Сассекс                  | 14. Західний Сассекс             | a) Вортінг, b) Арун, c) Чичестер, d) Горшам, e) Краулі, f) Середній Суссекс, g) Адур                                                                                    |                                    |

| Бакингемшир (церемоніальне графство) - Бакингемшир (неметропольне графство) - Південний Бакс - Чилтерн - Вайкомб - Айлесбурі Вейл - Мілтон-Кінз Беркшир (церемоніальне графство) - Західний Беркшир (унітарна одиниця) - Редінг (унітарна одиниця) - Вокінгем - Брекнел Форест (унітарна одиниця) - Віндзор і Мейденгед (унітарна одиниця) - Слау (унітарна одиниця) Східний Сассекс (церемоніальне графство) - Схійдний Сассекс (неметропольне графство) - Ґастінґс - Ротер - Вілден - Істборн - Льюїс - Брайтон і Гоув (унітарна одиниця) Західний Сассекс (церемоніальне графство, неметропольне графство) - - Вортінг - Арун - Чичестер - Горшем - Краулі - Мід Сассекс - Адур Кент (церемоніальне графство) - Кент (неметропольне графство) - Севенокс - Дартфорд - Ґрейвшем - Тонбридж-енд-Моллінґ - Мейдстон - Танбридж-Веллс - Свейл - Ашфорд - Кентербері - Фолкстон-енд-Гайт - Танет - Дувр - Медвей (унітарна одиниця) | Оксфордшир (церемоніальне графство, неметропольне графство) - - Оксфорд - Червел - Південний Оксфордшир - Вейл-оф-Вайт-Хорс - Західний Оксфордшир Острів Вайт (церемоніальне графство, унітарна одиниця) Суррей (церемоніальне графство, неметропольне графство) - - Спелтхон - Руннімед - Суррей Хет - Вокінг - Елмбридж - Ґілдфорд - Ваверлей - Моул Валлі - Епсом і Евел - Рейгейт і Бенстед - Тандридж Гемпшир (церемоніальне графство) - Гемпшир (неметропольне графство) - Ґоспорт - Ферхем - Вінчестер - Гейвант - Східний Хэмпшир - Гарт - Рашмур - Бейсінгсток-і-Дін - Тест-Веллі - Істлі - Нью-Форест - Саутгемптон (унітарна одиниця) - Портсмут (унітарна одиниця) |